# Premio Compasso d'oro 1955
Il premio Compasso d'oro 1955 è stata la 2ª edizione della cerimonia di consegna del premio Compasso d'oro.

## Giuria
La giuria era composta da:
- Aldo Borletti
- Cesare Brustio
- Ernesto Nathan Rogers
- Alberto Rosselli
- Marco Zanuso

## Premiazioni

### Compasso d'oro
| Designer                                       | Prodotto                                      | Azienda                                      | Immagine |
| ---------------------------------------------- | --------------------------------------------- | -------------------------------------------- | -------- |
| Egon Pfeiffer                                  | Bottiglie termiche Original Verex             | Società Industriale Chimica Dewas, Milano    |          |
| Enrico Freyrie                                 | Idrosci Universal                             | F.lli Freyrie, Eupilio                       |          |
| Ubaldo Dreina                                  | Impermeabile in nylon Dolomiti                | Impermeabili San Giorgio, Genova             |          |
| Gino Sarfatti                                  | Lampada scomponibile Mod.1055                 | Arteluce, Milano                             |          |
| Franco Albini                                  | Sedia Luisa                                   | Carlo Poggi, Pavia                           |          |
| Gino Colombini                                 | Secchio in polietilene e coperchio KS 1146    | Kartell-Samco, Milano                        |          |
| Bruno Munari                                   | Thermos portaghiaccio da tavolo Mod.510       | Tre A Attualità Artistiche Artigiane, Milano |          |
| Umberto Nason                                  | Bicchieri e ciotole in vetro bicolore         | Cristalleria Nason & Moretti, Murano         |          |
| Salvatore Alberio                              | Tavolo rotondo con supporto metallico A-A     | Arform, Milano                               |          |
| Achille Castiglioni e Pier Giacomo Castiglioni | Lampada Luminator                             | Gilardi & Barzaghi, Milano                   |          |
| Gianni Dova                                    | Tessuto Novoshantung Perlisa Arcobaleno P.496 | Manifattura JSA, Busto Arsizio               |          |
| Giuseppe de Goetzen                            | Spazzola elettrica aspirapolvere Elchim       | F.lli Chiminello, Milano                     |          |

## Premi alla carriera

### Gran Premio Nazionale
- Adriano Olivetti[4]

### Gran Premio Internazionale
- Marcel Breuer[4]